# Africada alveopalatal sorda
La africada alveopalatal sorda ([t͡ɕ] en el AFI, aunque también lo admite como [t͜ɕ], y como [c͡ɕ] o [c͜ɕ]) es un tipo de consonante africada que se pronuncia en varios idiomas, entre ellos lenguas del noreste europeo y la mayor parte de Oriente, especialmente en la región del Tíbet. Comienza con una oclusiva alveolar sorda ([t]), y se libera como una fricativa alveolo-palatal sorda ([ɕ]). Es distinta a la africada alveopalatal sonora ([d͡ʑ]).

## Características
Sus características son las siguientes:
- Su forma de articulación es africada, lo que significa que el flujo de aire se suprime en su totalidad, para luego liberarse por un canal restringido del punto de articulación.
- Su punto de articulación oclusiva es alveolo-palatal, lo que significa que la lengua se articula entre el punto alveolar y el palatal, esto es, que se posiciona en el punto postalveolar, y la lengua contacta por la parte laminar.
- Su modo de fonación es sordo, lo que significa que las cuerdas vocales no vibran, y consta de interrupciones del flujo del aire.
- Es una consonante oral, lo que significa que el aire sólo escapa por la boca.
- Es una consonante central, lo que significa que el aire escapa cuando el punto laminar se separa del punto postalveolar, esto es, que no escapa por los lados de la lengua.
- Su método de expulsión de aire es pulmonar.

## Ejemplos
| Lenguas     | Palabras       | AFI           | Significado     | Notas |
| ----------- | -------------- | ------------- | --------------- | ----- |
| Catalán     | fletxa         | [ˈfɫet͡ɕə]     | flecha          |       |
| Chino       | 北京 / Běijīng | [peɪ˨˩ t͡ɕiŋ˥] | Beijing         |       |
| Danés       | tjener         | [ˈt͡ɕe̝ːnɐ]     | servidor        |       |
| Japonés     | 知人 / chijin  | [t͡ɕid͡ʑĩɴ]     | [ente] conocido |       |
| Coreano     | 제비 / jebi    | [t͡ɕebi]       | tragar          |       |
| Polaco      | ćma            | [t͡ɕmä]        | polilla         |       |
| Rumano      | frate          | [ˈfrat͡ɕe]     | hermano         |       |
| Ruso        | чуть           | [t͡ɕʉtʲ]       | apenas          |       |
| Serbocroata | лећа / leća    | [lět͡ɕä]       | lentillas       |       |
| Sueco       | kjol           | [t͡ɕuːl]       | Falda           |       |
| Thai        | จาน            | [t͡ɕaːn]       | plato           |       |
| Vietnamita  | cha            | [t͡ɕa]         | padre           |       |
| Nuosu       | ꏢ / ji        | [t͡ɕi˧]        | agrio           |       |

Esta consonante también es usada en el Cáucaso central, así como Uzbekistán, en el idioma sorabo, el irlandés, y el dialecto valenciano del catalán.
- Datos: Q684081